# He Luting
He Luting, né le 20 juillet 1903, mort le 27 avril 1999, est un compositeur chinois du XXe siècle. Il a composé des chansons pour des films chinois à partir des années 1930, certaines étant toujours populaires de nos jours.

## Biographie
He Luting étudie au Conservatoire de musique de Shanghai, en tant qu'élève de Huang Tzu et du compositeur russe Alexandre Tcherepnine. Il remporte un prix de composition pour le film Buffalo Boy's Flute (Mu Tong Duan Di,《牧童短笛》), qui lui donne alors une notoriété internationale.
Ses compositions les plus connues sont Si Ji Ge,《四季歌》(Song of the Four Seasons) et Tianya Ge Nü,《天涯歌女》(The Wandering Songstress), écrites pour le film Les Anges du boulevard sorti en 1937.
La salle de concert principale du Conservatoire de Shanghai est nommée en son honneur.

## Filmographie
- 1934 : Buffalo Boy's Flute (Mu Tong Duan Di)
- 1935 : Dushi fengguang
- 1936 : Chang hen ge
- 1937 : Au Carrefour
- 1937 : Les Anges du boulevard